# Mesechthistatus binodosus
Mesechthistatus binodosus is een keversoort uit de familie van de boktorren (Cerambycidae). De wetenschappelijke naam van de soort werd in 1881 als Echthistatus binodosus gepubliceerd door Charles Owen Waterhouse.